# راهب‌مرغ‌ها
راهب‌مرغ‌ها یا مرغ‌های راهب (نام علمی: Philemon) نام یک سرده از خانواده عسل‌خوار است.